# Hochvernagtwand
De Hochvernagtwand is een 3400 meter hoge bergtop in de Ötztaler Alpen in het Oostenrijkse Tirol.
De berg ligt in de Weißkam. De top ligt ingeklemd tussen de Sexegertenferner in het noordwesten, de Taschachferner in het noordoosten en de Vernagtferner in het zuiden. De top van de berg ligt hemelsbreed een kleine kilometer ten noordoosten van de 3535 meter hoge Hochvernagtspitze, waarvan de berg gescheiden wordt door het Sexegertenjoch.
De top werd voor het eerst bedwongen door Heinrich Hess en Ludwig Purtscheller op 29 juli 1887. Bij beklimming van de noordwand moeten vanaf de gletsjer ongeveer 250 hoogtemeters worden overwonnen, waarbij de klim verloopt over een ijsmassa met een helling van 50-55°. Een klimtocht naar de top van de Hochvernagtwand begint meestal bij het enkele kilometers noordelijker gelegen Taschachhaus. Een beklimming kan ook als skitoer worden ondernomen.